# Diocesi di Arlington
La diocesi di Arlington (in latino Dioecesis Arlingtonensis) è una sede della Chiesa cattolica negli Stati Uniti d'America suffraganea dell'arcidiocesi di Baltimora. Nel 2022 contava 446.509 battezzati su 3.375.333 abitanti. È retta dal vescovo Michael Francis Burbidge.

## Territorio
La diocesi comprende 21 contee dello stato della Virginia, negli Stati Uniti d'America: Arlington, Clarke, Culpeper, Fairfax, Fauquier, Frederick, King George, Lancaster, Loudoun, Madison, Northumberland, Orange, Page, Prince William, Rappahannock, Richmond, Shenandoah, Spotsylvania, Stafford, Warren e Westmoreland.
Sede vescovile è la città di Arlington, dove si trova la cattedrale di San Tommaso Moro. In diocesi sorge anche la basilica minore di Santa Maria ad Alexandria.
Il territorio si estende su 16.935 km² ed è suddiviso in 70 parrocchie.

## Storia
La diocesi è stata eretta il 28 maggio 1974 con la bolla Supernae Christifidelium di papa Paolo VI, ricavandone il territorio dalla diocesi di Richmond.

## Cronotassi dei vescovi
Si omettono i periodi di sede vacante non superiori ai 2 anni o non storicamente accertati.
- Thomas Jerome Welsh † (4 giugno 1974 - 3 febbraio 1983 nominato vescovo di Allentown)
- John Richard Keating † (7 giugno 1983 - 22 marzo 1998 deceduto)
- Paul Stephen Loverde (25 gennaio 1999 - 4 ottobre 2016 ritirato)
- Michael Francis Burbidge, dal 4 ottobre 2016

## Statistiche
La diocesi nel 2022 su una popolazione di 3.375.333 persone contava 446.509 battezzati, corrispondenti al 13,2% del totale.
| anno | popolazione | popolazione | popolazione | presbiteri | presbiteri | presbiteri | presbiteri                | diaconi | religiosi | religiosi | parrocchie |
| anno | battezzati  | totale      | %           | numero     | secolari   | regolari   | battezzati per presbitero | diaconi | uomini    | donne     | parrocchie |
| ---- | ----------- | ----------- | ----------- | ---------- | ---------- | ---------- | ------------------------- | ------- | --------- | --------- | ---------- |
| 1976 | 153.800     | 1.200.000   | 12,8        | 180        | 86         | 94         | 854                       | 13      | 113       | 283       | 52         |
| 1980 | 174.000     | 1.500.000   | 11,6        | 185        | 94         | 91         | 940                       | 29      | 97        | 297       | 57         |
| 1990 | 247.116     | 1.792.800   | 13,8        | 194        | 108        | 86         | 1.273                     | 74      | 115       | 241       | 59         |
| 1999 | 336.123     | 2.228.575   | 15,1        | 222        | 145        | 77         | 1.514                     | 46      | 17        | 192       | 63         |
| 2000 | 335.053     | 2.271.950   | 14,7        | 234        | 159        | 75         | 1.431                     | 62      | 91        | 192       | 65         |
| 2001 | 353.367     | 2.317.773   | 15,2        | 242        | 162        | 80         | 1.460                     | 64      | 97        | 171       | 66         |
| 2002 | 368.575     | 2.403.540   | 15,3        | 239        | 162        | 77         | 1.542                     | 65      | 96        | 161       | 67         |
| 2003 | 382.574     | 2.403.540   | 15,9        | 241        | 163        | 78         | 1.587                     | 63      | 98        | 157       | 66         |
| 2004 | 391.001     | 2.403.540   | 16,3        | 241        | 168        | 73         | 1.622                     | 62      | 93        | 149       | 56         |
| 2006 | 400.539     | 2.646.698   | 15,1        | 249        | 176        | 73         | 1.608                     | 52      | 92        | 145       | 67         |
| 2012 | 454.382     | 2.989.000   | 15,2        | 232        | 174        | 58         | 1.958                     | 59      | 69        | 138       | 68         |
| 2015 | 457.874     | 3.154.590   | 14,5        | 239        | 182        | 57         | 1.915                     | 73      | 65        | 134       | 69         |
| 2018 | 463.897     | 3.248.901   | 14,3        | 243        | 183        | 60         | 1.909                     | 88      | 67        | 125       | 71         |
| 2020 | 453.083     | 3.329.860   | 13,6        | 240        | 186        | 54         | 1.887                     | 88      | 61        | 110       | 70         |
| 2022 | 446.509     | 3.375.333   | 13,2        | 238        | 189        | 49         | 1.876                     | 90      | 54        | 105       | 70         |